# Березова Гора (Білорусь)
Березова Гора (біл. вёска Бярозавая Гара) — село в складі Смолевицького району Мінської області, Білорусь. Село підпорядковане Драчківській сільській раді, розташоване в центральній частині області.